# Giorgos Tsiaras
Giorgos Tsiaras (Griego: Γιώργος Τσιάρας) (Larisa, Tesalia, Grecia, 4 de mayo de 1982) es un jugador griego de baloncesto. Juega de ala-pívot y su actual equipo es el AE Apollon Patras de la A1 Ethniki.

## Trayectoria
Debutó profesionalmente en el AEK Atenas B.C. en 2001, y ganó la A1 Ethniki la temporada 2001-2002. En 2006 fichó por el Olympia Larissas Basketball Club de su ciudad natal, y en 2008 fue contratado por el PAOK Salónica BC.

## Selección nacional
Ha sido internacional con la Selección de baloncesto de Grecia en categoría sub-20, con la que ganó la medalla de oro en el Campeonato Europeo de Baloncesto de 2002 celebrado en Lituania.

## Clubes
- AEK Atenas B.C. (HEBA): 2001-2006
- Olympia Larissas Basketball Club (HEBA): 2006-2008
- PAOK Salónica BC (HEBA): 2008-2010
- ČEZ Basketball Nymburk (Národní Basketbalová Liga): 2010-2011
- Panionios BC (HEBA): 2011-2012
- Olimpia Milano (LEGA): 2012
- Aris Salónica BC (HEBA): 2012-2013
- CS Gaz Metan Mediaş (Divizia A): 2013-2014
- Club Melilla Baloncesto (LEB Oro): 2014-2015
- Aris Salónica BC (A1 Ethniki): 2015
- Aries Trikala B.C. (A1 Ethniki): 2015-2016
- AE Apollon Patras (A1 Ethniki): (2016-presente)

## Palmarés
- A1 Ethniki, 2001-02, AEK Atenas B.C.